# 아다치 신고
아다치 신고(일본어: 足立慎吾)는 일본의 애니메이터, 캐릭터 디자이너, 감독이다. 동명의 라이트 노벨을 원작으로 한 애니메이션 시리즈인 소드 아트 온라인(Sword Art Online) 작업으로 가장 잘 알려져 있다.

## 생애
아다치 신고는 일본 오사카에서 태어났다. 오사카 예술대학 시각개념기획과 졸업생이다. 처음에는 전문 만화가가 되고 싶어 대학 재학 중에 'CAS'라는 만화/애니메이션 연구 동아리에 가입했다. 대학 선배인 이시하라 미츠루의 권유로 XEBEC의 사내 애니메이터로 애니메이션 업계에 입문하기로 결정했다. 현재는 프리랜서 애니메이터로 활동하고 있다. 2021년 12월 31일, 아다치가 A-1 Pictures에서 2022년 오리지널 TV 애니메이션 리코리스 리코일로 감독 데뷔를 한다고 발표되었다.

## 작품

### TV 시리즈
- WORKING!!
- 갈릴레이 돈나
- 리코리스 리코일

### 영화
- 극장판 소드 아트 온라인 -오디널 스케일-
- 너무 좋아 폼포 씨

### 비디오 게임
- 제노블레이드 크로니클스 2